# Jozef Joris
Jozef Joris (Antwerpen, 2 april 1923 – Herent (Vlaams-Brabant), 28 november 2014) was een Belgisch organist, muziekpedagoog en componist.
Zijn muziekloopbaan begon als zanger in het kathedraalkoor van Antwerpen geleid door Lodewijk De Vocht en Striels. Zijn studie begon in de richtingen theologie en filosofie aan het grootseminarie te Mechelen (1941-1947). In dat laatste jaar werd hij tot priester gewijd; hij werd tevens kanunnik. Daarna begon hij een studie orgel en muziek aan het Lemmensinstituut bij docenten als Jules van Nuffel, Flor Peeters en Marinus de Jong. In 1949 kreeg hij een laureaatprijs, in 1950 een uitmuntendheidprijs en in 1952 de Prijs Lemmens-Tinel. In 1959 haalde hij een licentie aan de Universiteit van Leuven in kunstgeschiedenis en oudheidkunde (afdeling musicologie); hij schreef een thesis over Monseigneur Jules van Nuffel (zijn docent). Al gedurende zijn studies was hij docent aan het Kleinseminarie (1947-1962), docent kunstgeschiedenis (1955-1959) en gewijde muziek (1959-1963 aan het Grootseminarie. Tegelijkertijd gaf hij lessen in contrapunt, orgel, piano en begeleiding aan het Lemmensinstituut (1952=1963). Hij bouwde dat instituut om naar het model van de Duitse Hochschule en bracht een kunsthumaniora, regentaat, een laureaatopleiding en een conservatoriumafdeling tot stand.
In aanvulling op die werkzaamheden probeerde hij de kerkmuziek te moderniseren, had zitting in de redactie van blad Adem, verzorgde orgelconcerten en schreef een aantal werken, waarvan te noemen:
- 1955: De jonge Elckerlyc op tekst van J. Aerts; een choreografisch oratorium voor toneel, dans, koor en orkest
- 1957: Caroussel, op tekst van J. Aerts, jeugdmusical, voor toneel, ballet, koor en orkest
- 1959: Mis in de landstaal, voor vierstemmig koor en orgel
- 1960: Gelukkig, Heer is ieder die U vreest, op tekst van G. Smit, voor vierstemmig koor
- 1961: Mijn danklied, God, op tekst van G. Smit, psalm voor vierstemmig koor, orgel en koperblazers
- 1979: Kooroefeningen, variaties op een vroeg-christelijk dankgebed en gedichten van Huub Oosterhuis voor kwartet (zangers), koren en orgels.

Er is een Fonds Jozef Joris voor promotie en onderwijs voor orgel- en koorkunst in Vlaanderen.